# Шеллі Стефенс
Шеллі Стефенс (англ. Shelley Stephens; нар. 29 липня 1978) — колишня новозеландська тенісистка.
Найвищу одиночну позицію світового рейтингу — 249 місце досягла 11 червня 2001, парну — 133 місце — 4 березня 2002 року.
Здобула 2 одиночні та 21 парний титул туру ITF.
Завершила кар'єру 2009 року.

## Фінали ITF
| турніри $50,000 |
| турніри $25,000 |
| турніри $10,000 |

### Одиночний розряд: 10 (2–8)
| Результат | Дата           | Турнір                        | Покриття  | Суперниця         | Рахунок            |
| --------- | -------------- | ----------------------------- | --------- | ----------------- | ------------------ |
| Поразка   | 2 серпня 1999  | ITF Торунь, Польща            | Ґрунт     | Петра Рацлавська  | 2–6, 4–6           |
| Поразка   | 25 жовтня 1999 | ITF Касторія, Греція          | Килим (i) | Драгана Ілич      | 4–6, 4–6           |
| Поразка   | 5 червня 2000  | ITF Вадуц, Ліхтенштейн        | Ґрунт     | Зузана Гейдова    | 7–6(7–4), 2–6, 2–6 |
| Поразка   | 4 лютого 2001  | ITF Веллінгтон, Нова Зеландія | Тверде    | Сє Шувей          | 2–6, 4–6           |
| Поразка   | 24 червня 2002 | ITF Салоніки, Греція          | Ґрунт     | Хрістіна Захаріду | 4–6, 6–3, 4–6      |
| Поразка   | 26 серпня 2002 | ITF Сполето, Італія           | Ґрунт     | Єлена Панджич     | 5–7, 2–6           |
| Поразка   | 7 жовтня 2002  | ITF Катанія, Італія           | Ґрунт     | Забріна Йольк     | 3–6, 1–6           |
| Поразка   | 14 жовтня 2002 | ITF Беневенто, Італія         | Килим     | Забріна Йольк     | 4–6, 1–6           |
| Перемога  | 27 червня 2004 | ITF Тлемсен, Алжир            | Ґрунт     | Жоанн Акль        | 6–4, 6–1           |
| Перемога  | 5 липня 2004   | ITF Sidi Fredj, Алжир         | Ґрунт     | Жоанн Акль        | 6–1, 6–3           |

### Парний розряд: 35 (21–14)
| Результат | Дата             | Рівень | Турнір                            | Покриття   | Партнерка              | Суперниці                                       | Рахунок            |
| --------- | ---------------- | ------ | --------------------------------- | ---------- | ---------------------- | ----------------------------------------------- | ------------------ |
| Перемога  | 2 лютого 1998    | 10,000 | ITF Веллінгтон, Нова Зеландія     | Тверде     | Кім Газзард            | Leong Jil-Lin Вінне Пракуся                     | 6–1, 1–6, 7–6(7–4) |
| Поразка   | 2 березня 1998   | 10,000 | ITF Воррнамбул, Австралія         | Трава      | Гейл Біггс             | Ліза Макші Алісія Молік                         | 3–6, 1–6           |
| Поразка   | 27 липня 1998    | 10,000 | ITF Катанія, Італія               | Ґрунт      | Зандра Мантлер         | Альберта Бріанті К'яра Дальбон                  | 3–6, 4–6           |
| Поразка   | 12 жовтня 1998   | 10,000 | ITF Куралбін, Австралія           | Тверде     | Гейл Біггс             | Ліза Макші Труді Мусгрейв                       | 3–6, 6–7(5–7)      |
| Поразка   | 1 лютого 1999    | 10,000 | ITF Веллінгтон, Нова Зеландія     | Тверде     | Гейл Біггс             | Ліенн Бейкер Рева Гадсон                        | 1–6, 1–6           |
| Перемога  | 25 квітня 1999   | 10,000 | Хвар, Хорватія                    | Ґрунт      | Рева Гадсон            | Валерія Бондаренко Альона Бондаренко            | 6–2, 4–6, 6–3      |
| Поразка   | 12 липня 1999    | 10,000 | Сецце, Італія                     | Тверде     | Ева Бельбль            | Шарлотте Оґор Ніно Луарсабішвілі                | 2–6, 2–6           |
| Поразка   | 16 серпня 1999   | 10,000 | Коксейде, Бельгія                 | Ґрунт      | Рева Гадсон            | Лі Тін Лі На                                    | 3–6, 2–6           |
| Перемога  | 30 серпня 1999   | 10,000 | Бад-Заульгау, Німеччина           | Ґрунт      | Рева Гадсон            | Кароліне Раба Юлія Шруфф                        | 6–7(7–9), 6–3, 6–0 |
| Перемога  | 25 жовтня 1999   | 10,000 | Касторія, Греція                  | Килим (i)  | Карен Нуджент          | Асіміна Каплані Анна Куманту                    | 6–2, 6–2           |
| Перемога  | 14 лютого 2000   | 10,000 | Фару, Португалія                  | Тверде     | Наташа Ґалауза         | Марія Гезненге Антоанета Пандєрова              | 7–6(7–5), 6–3      |
| Перемога  | 27 березня 2000  | 10,000 | Каламата, Греція                  | Килим      | Рева Гадсон            | Адр'яна Бурз Лана Михолчек                      | 6–1, 6–0           |
| Перемога  | 5 червня 2000    | 10,000 | Вадуц, Ліхтенштейн                | Ґрунт      | Рева Гадсон            | Зузана Гейдова Яна Мацурова                     | 6–2, 2–6, 6–2      |
| Поразка   | 17 липня 2000    | 10,000 | Брюссель, Бельгія                 | Ґрунт      | Херальдін Айсенберг    | Сілвія Урічкова Магдалена Зденовкова            | 6–7(6–8), 6–3, 1–6 |
| Поразка   | 11 вересня 2000  | 25,000 | Софія, Болгарія                   | Ґрунт      | Наташа Ґалауза         | Антоанета Пандєрова Десислава Топалова          | 1–6, 6–7(4–7)      |
| Перемога  | 9 жовтня 2000    | 25,000 | Велін, Велика Британія            | Тверде (i) | Драгана Зарич          | Антонелла Серра-Дзанетті Адріана Серра-Дзанетті | 4–0, 5–3, 4–1      |
| Перемога  | 6 листопада 2000 | 10,000 | Вільнав-д'Орнон, Франція          | Ґрунт      | Кароліне Мас           | Діана Брунель Едіт Нюн-Берсо                    | 4–1, 1–4, 4–2, 4–0 |
| Перемога  | 29 січня 2001    | 10,000 | Веллінгтон, Нова Зеландія         | Тверде     | Донна Макінтайр        | Сє Шувей Аннетте Кольб                          | 7–5, 0–6, 6–2      |
| Перемога  | 4 березня 2001   | 25,000 | Бендіго, Австралія                | Тверде     | Ліенн Бейкер           | Деббі Гак Йоланда Менс                          | 6–3, 6–2           |
| Поразка   | 22 квітня 2001   | 25,000 | Хошимін, В'єтнам                  | Тверде     | Ліенн Бейкер           | Маніша Малхотра Нірупама Санджив                | 3–6, 5–7           |
| Перемога  | 21 жовтня 2001   | 25,000 | Сен-Рафаель (Вар), Франція        | Тверде (i) | Каролін Денін          | Анн-Лор Ейтц Елоді Ле Бесконд                   | 6–0, 7–5           |
| Поразка   | 5 серпня 2002    | 25,000 | Гехінген (Цоллернальб), Німеччина | Ґрунт      | Лідія Штайнбах         | Андреа Гласс Ясмін Вер                          | 4–6, 5–7           |
| Перемога  | 7 жовтня 2002    | 10,000 | Катанія, Італія                   | Ґрунт      | Кільдін Шевальє        | Зузанне Філіпп Неуза Сілва                      | 6–2, 6–2           |
| Поразка   | 1 грудня 2002    | 25,000 | Мумбаї, Індія                     | Тверде     | Скарлетт Вернер        | Ципора Обзилер Катарина Мишич                   | 3–6, 6–4, 5–7      |
| Перемога  | 21 липня 2003    | 10,000 | Горб, Німеччина                   | Ґрунт      | Марія Кондратьєва      | Леслі Буткевіч Кім Кілсдонк                     | 6–3, 3–6, 6–3      |
| Поразка   | 7 вересня 2003   | 10,000 | Местре, Італія                    | Ґрунт      | Монік Адамчак          | Ліенн Бейкер Франческа Любіані                  | 2–6, 6–4, 2–6      |
| Перемога  | 14 вересня 2003  | 10,000 | ITF Сполето, Італія               | Ґрунт      | Ліенн Бейкер           | Кіка Гоґендорн Беттіна Піркер                   | 6–3, 3–6, 7–5      |
| Перемога  | 6 жовтня 2003    | 10,000 | ITF Барі, Італія                  | Ґрунт      | Бетіна Піркер          | Джулія Меруцці Орелі Веді                       | 6–2, 6–2           |
| Перемога  | 3 лютого 2004    | 10,000 | ITF Веллінгтон, Нова Зеландія     | Тверде     | Крістен ван Елден      | Емілі Г'юсон Ніколь Кріз                        | 6–1, 3–6, 6–3      |
| Перемога  | 27 червня 2004   | 10,000 | ITF Тлемсен, Алжир                | Ґрунт      | Жоанн Акль             | Кароліне Борґерсен Анна-Марія Міллер            | 6–1, 6–0           |
| Перемога  | 5 липня 2004     | 10,000 | ITF Sidi Fredj, Алжир             | Ґрунт      | Сай Джаялакшмі Джаярам | Дженніфер Елі Міхаела Юханссон                  | 6–3, 6–1           |
| Поразка   | 19 липня 2004    | 10,000 | ITF Звевегем, Бельгія             | Ґрунт      | Леслі Буткевіч         | Зузана Черна Анета Сукап                        | 3–6, 2–6           |
| Перемога  | 9 серпня 2004    | 10,000 | ITF Коксейде, Бельгія             | Ґрунт      | Леслі Буткевіч         | Джессі де Вріс Деббріх Фейс                     | 6–2, 7–5           |
| Перемога  | 9 жовтня 2004    | 25,000 | ITF Лагос, Нігерія                | Тверде     | Саня Мірза             | Суріна Де Беер Шанелль Схеперс                  | 6–1, 6–4           |
| Поразка   | 16 жовтня 2004   | 25,000 | ITF Лагос, Нігерія                | Тверде     | Саня Мірза             | Суріна Де Беер Шанелль Схеперс                  | 0–6, 0–6           |